# WrestleMania XXIV
WrestleMania XXIV foi o vigésimo quarto evento anual do WrestleMania, produzido pela World Wrestling Entertainment (WWE) e transmitido em pay-per-view, que ocorreu em 30 de março de 2008 no Citrus Bowl em Orlando, Flórida. Este foi o primeiro WrestleMania que aconteceu na Flórida. O WrestleMania XXIV foi o segundo evento a acontecer em um local aberto, com o primeiro sendo o WrestleMania IX, realizado no Caesars Palace em Las Vegas, Nevada.
Ao todo foram realizados nove lutas, que produziram um supercard, ou seja, um evento que teve mais de um evento principal. Na primeira dessas lutas, The Undertaker derrotou Edge para ganhar o World Heavyweight Championship. No segundo evento principal, o campeão da WWE Randy Orton derrotou Triple H e John Cena para manter o título. Na terceira luta principal, Kane conquistou o ECW Championship depois de derrotar Chavo Guerrero. As principais lutas do undercard foram uma luta sem desqualificações entre Floyd Mayweather Jr. e Big Show, que Mayweather ganhou, a quarta luta Money in the Bank, vencida por CM Punk, além de um combate de aposentadoria em que Shawn Michaels derrotou Ric Flair, levando à saída Flair da WWE e a um período de aposentadoria.
Os ingressos para o evento começaram a ser vendidos em 3 de novembro de 2007. A WWE e a cidade de Orlando organizaram festividades que se estenderam por um período de cinco dias dentro da região central da Flórida. Pelo segundo ano consecutivo, o WrestleMania bateu o recorde de arrecadação de pay-per-views. Isto também estabeleceu um recorde para o Citrus Bowl, gerando uma receita de US$5,85 milhões em vendas de ingressos. De acordo com um estudo feito pela Enigma Research Corporation de Toronto, a quebra do recorde de participação no Citrus Bowl gerou uma renda de $51,5 milhões– superando a meta projetada de $25 milhões– para a economia local e gerou $1,8 milhões na receita tributária local. A Central Florida Sports Commission informou que o evento criou empregos e trouxe cerca de 60.000 visitantes para a cidade. Mais de um milhão de pessoas encomendaram o evento em pay-per-view, gerando $23,8 milhões em receita. A WrestleMania retornou ao Citrus Bowl em 2017, na 33ª edição do PPV.

## Antes do evento

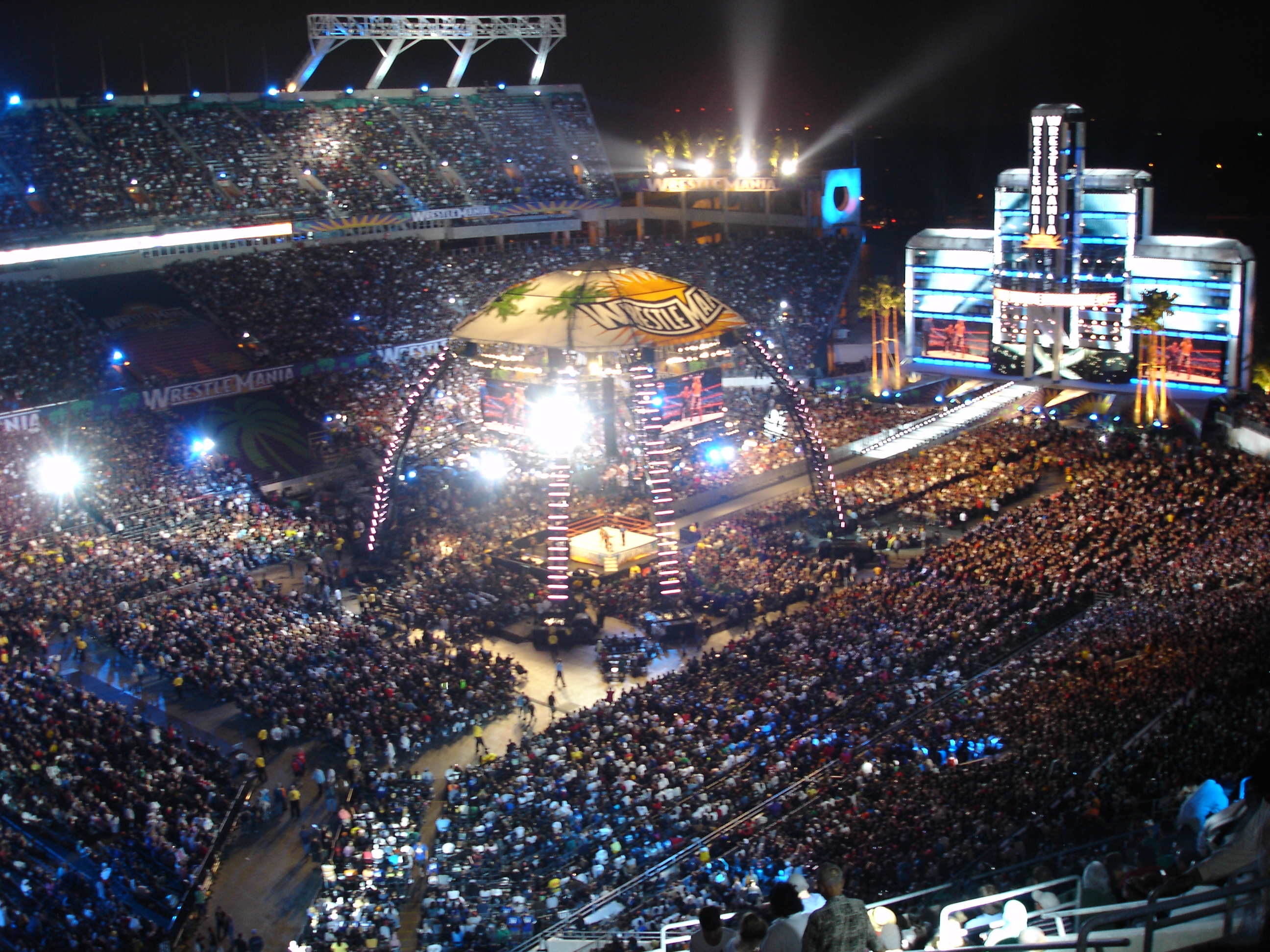
74.635 pessoas assistiram o WrestleMania XXIV no Citrus Bowl.

WrestleMania XXIV teve combates de luta livre profissional de diferentes lutadores com rivalidades e histórias pré-determinadas que se desenvolveram no Raw, SmackDown, ECW e WWE Superstars — programas de televisão da WWE's (WWE). Os lutadores interpretaram um vilão ou um mocinho seguindo uma série de eventos para gerar tensão, culminando em várias lutas.
A rivalidade predominantes do Raw era entre Randy Orton, John Cena, e Triple H, pelo WWE Championship. No Royal Rumble em janeiro, Randy Orton defendeu seu WWE Championship contra Jeff Hardy, no mesmo evento onde John Cena após um ferimento e venceu a Royal Rumble match, onde trinta lutadores competiram, eliminando os outros ao jogá-los pela top rope. Cena venceu ao eliminar por último Triple H. Por ter vencido a luta, Cena se tornou o desafiante pelo WWE Championship no WrestleMania XXIV. Ao invés de desafiar Orton para uma luta pelo título no WrestleMania, ele decidiu desafiá-lo no No Way Out. Durante a luta, Orton estapeou o juiz, sendo desqualificado de propósito e retendo o título. Na mesma noite, Triple H se tornou o novo desafiante pelo WWE Championship ao derrotar outros cinco homens numa Elimination Chamber match, onde os lutadores se enfrentaram em uma estrutura de aço. No Raw da noite seguinte, Cena disse que deveria ter outra luta pelo WWE Championship. O gerente geral do Raw, William Regal, anunciou que Cena enfrentaria Orton na mesma noite, com a estipulação de que, se Cena vencesse, estaria na luta do WrestleMania entre Orton e Triple H, a fazendo uma Triple Threat match. Cena venceu a luta. Depois da luta, Triple H, que era o juiz da luta, executou o Pedigree em Cena e Orton. No Raw de 25 de fevereiro, o time de Cena e Triple H derrotou o time de Randy Orton e Mr. Kennedy.

### Eliminatórias da luta Money in the Bank
- Jeff Hardy ganhou de Snitsky[15]
  - Três semanas depois, Hardy foi removido da luta por violar o teste antidrogas da WWE, sendo suspenso por 60 dias.
- Mr. Kennedy ganhou de Val Venis.[15]
- Shelton Benjamin ganhou de Jimmy Wang Yang.[15]
- Chris Jericho ganhou de Jeff Hardy.[15]
- Carlito ganhou de Cody Rhodes.[15]
- MVP ganhou de Jamie Noble.[15]
- CM Punk ganhou de Big Daddy V.[15]
- John Morrison ganhou de The Miz.[15]

## Resultados
| Nº                                          | Resultados | Estipulações | Tempo |
| ------------------------------------------- | --- | --- | ----- |
| Pré- show                                   | Kane venceu ao eliminar por último Mark Henry                                                                    | Battle royal interpromocional de 24 lutadores para determinar o desafiante ao ECW Championship durante o evento | 6:45  |
| 1                                           | John "Bradshaw" Layfield derrotou Finlay (com Hornswoggle)                                                       | Belfast Brawl                                                                                                   | 8:43  |
| 2                                           | CM Punk derrotou Shelton Benjamin, Chris Jericho, Carlito, Montel Vontavious Porter, Mr. Kennedy e John Morrison | Luta Money in the Bank                                                                                          | 15:12 |
| 3                                           | Batista (SmackDown) derrotou Umaga (Raw)                                                                         | Luta individual interpromocional                                                                                | 7:03  |
| 4                                           | Kane derrotou Chavo Guerrero (c)                                                                                 | Luta individual pelo ECW Championship                                                                           | 0:11  |
| 5                                           | Shawn Michaels derrotou Ric Flair                                                                                | Luta Career Threatening                                                                                         | 20:34 |
| 6                                           | Beth Phoenix e Melina (com Santino Marella) derrotaram Maria e Ashley                                            | Luta Playboy BunnyMania Lumberjill                                                                              | 5:00  |
| 7                                           | Randy Orton (c) derrotou John Cena e Triple H                                                                    | Luta Triple Threat pelo WWE Championship                                                                        | 14:10 |
| 8                                           | Floyd Mayweather, Jr. derrotou Big Show por nocaute                                                              | Luta sem desqualificações                                                                                       | 11:40 |
| 9                                           | The Undertaker derrotou Edge (c) por submissão                                                                   | Luta individual pelo World Heavyweight Championship                                                             | 24:03 |
| (c) – Refere-se aos campeões antes da luta. | | |       |